# (18845) Cichocki
(18845) Cichocki (1999 RY27) – planetoida z grupy pasa głównego asteroid okrążająca Słońce w ciągu 4,29 lat w średniej odległości 2,64 j.a. Odkryta 7 września 1999 roku w Obserwatorium Črni Vrh.